# إدوارد موريس (رجل أعمال)
إدوارد موريس (بالإنجليزية: Edward Morris Sr.)‏ هو شخصية أعمال أمريكي، ولد في 1 أكتوبر 1866، وتوفي في 3 نوفمبر 1913.